# Jaca
Jaca (aragónul Chaca) település Spanyolországban, Huesca tartományban. Jaca Aísa, Borau, Castiello de Jaca, Villanúa, Sabiñánigo, Caldearenas, Las Peñas de Riglos, Santa Cruz de la Serós, Santa Cilia, Valle de Hecho, Canfranc, Urdos és Laruns községekkel határos. Lakosainak száma 13 883 fő (2024).
A 9. században az Aragón folyó völgyében kialakult Aragóniai grófság (a mai Aragónia őse) fővárosa volt.

## Népessége
A település népessége az utóbbi években:
| Lakosok száma | 11 591 | 12 322 | 12 736 | 13 396 | 13 299 | 13 121 | 12 929 | 12 988 | 13 344 | 13 883 |
|               | 2001   | 2004   | 2006   | 2009   | 2011   | 2014   | 2016   | 2019   | 2021   | 2024   |